# دنیس کاورزاسی
دنیس کاورزاسی (انگلیسی: Denis Caverzasi؛ زادهٔ ۹ اوت ۱۹۹۴) بازیکن فوتبال است.
از باشگاه‌هایی که در آن بازی کرده‌است می‌توان به باشگاه فوتبال وارزه اشاره کرد.